# Skatan 1

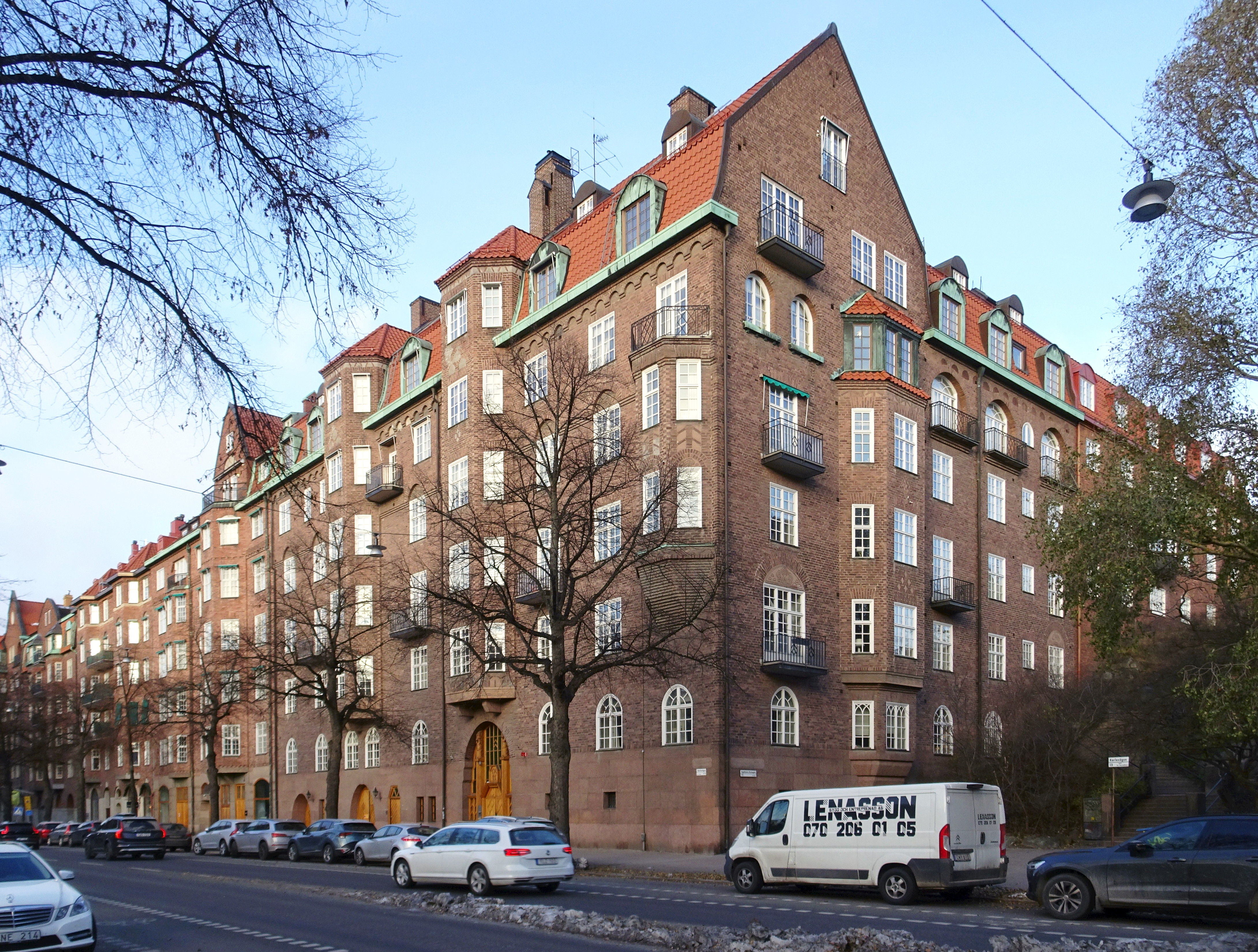
Skatan 1, Karlavägen 11, december 2022.

Skatan 1 är en kulturhistoriskt värdefull bostadsfastighet i kvarteret Skatan belägen vid hörnet Karlavägen 11 / Engelbrekts Kyrkogata 1 i Lärkstaden på Östermalm i Stockholm. Byggnaden uppfördes 1912–1913 efter ritningar av arkitektkontoret Höög & Morssing. Fastigheten är grönmärkt av Stadsmuseet i Stockholm, det innebär "särskilt värdefull från historisk, kulturhistorisk, miljömässig eller konstnärlig synpunkt". Skatan 1 brukar framhållas som en av Stockholms mest typiska byggnader från 1910-talet.

## Historik

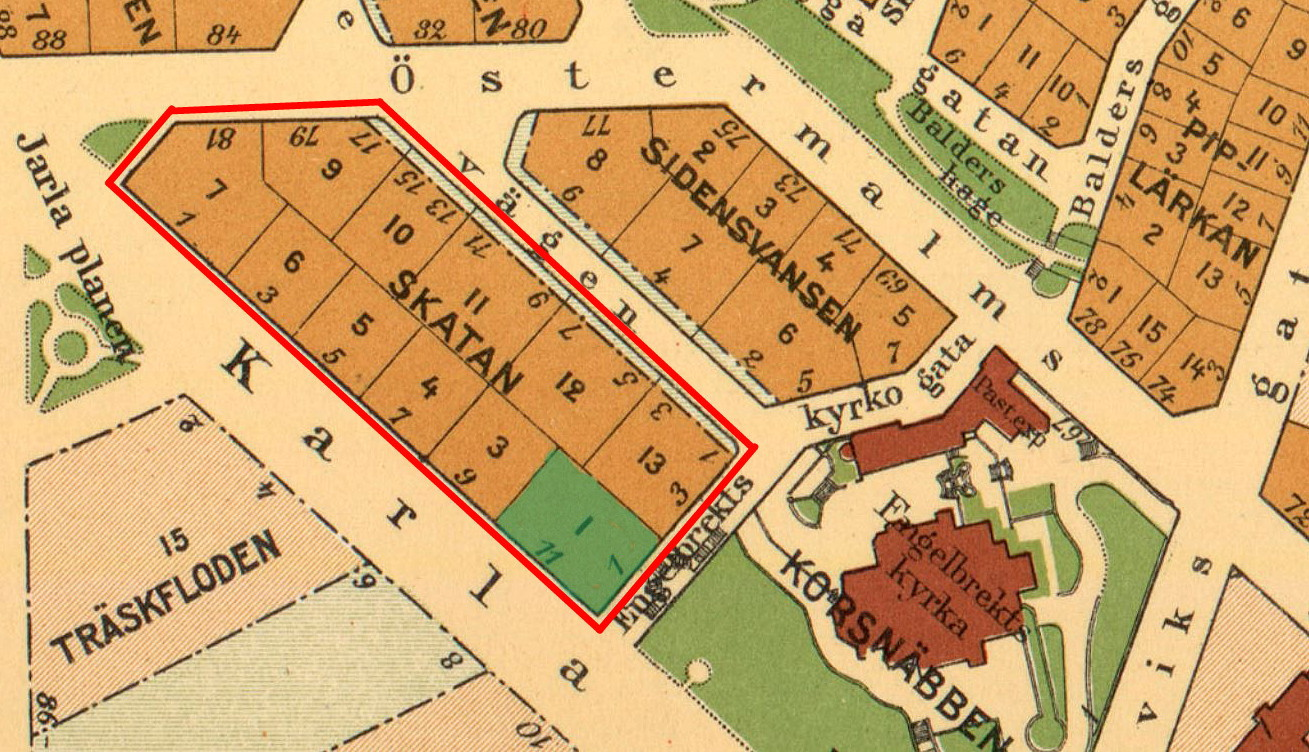
Skatan 1 (grön markering), 1930.

Kvarteret Skatan och anslutande kvarter (då fortfarande namnlösa) bildares 1908 i samband med en stadsplan för Eriksbergsområdet med omgivning som upprättats av stadsingenjören Gustaf von Segebaden och som i sin tur byggde på ett stadsplaneförslag ritat 1902 av stadsplanearkitekten Per Olof Hallman. 
En stadsplaneändring från 1913 innebar att husen i den delen av kvarteret Skatan som kom att ligga mot Bragevägen skulle reduceras i höjd och delvis uppföras som fristående byggnadskroppar. På sidan mot Karlavägen hade redan hunnit byggas ett hus (Skatan 1) i fem våningar, vilket gjorde att denna del av Skatan undantogs från de nya bestämmelserna. Här restes höga femvåningshus med hophängande och delvis samkomponerade fasader. Tomten Skatan 1 såldes av Stockholms stad med äganderätt och förvärvades 1912 av byggmästaren Josef Östlihn som även kom att uppföra huset. För konstruktionsritningarna stod konstruktionsbyrån Looström & Gelin.

## Byggnadsbeskrivning

### Exteriör

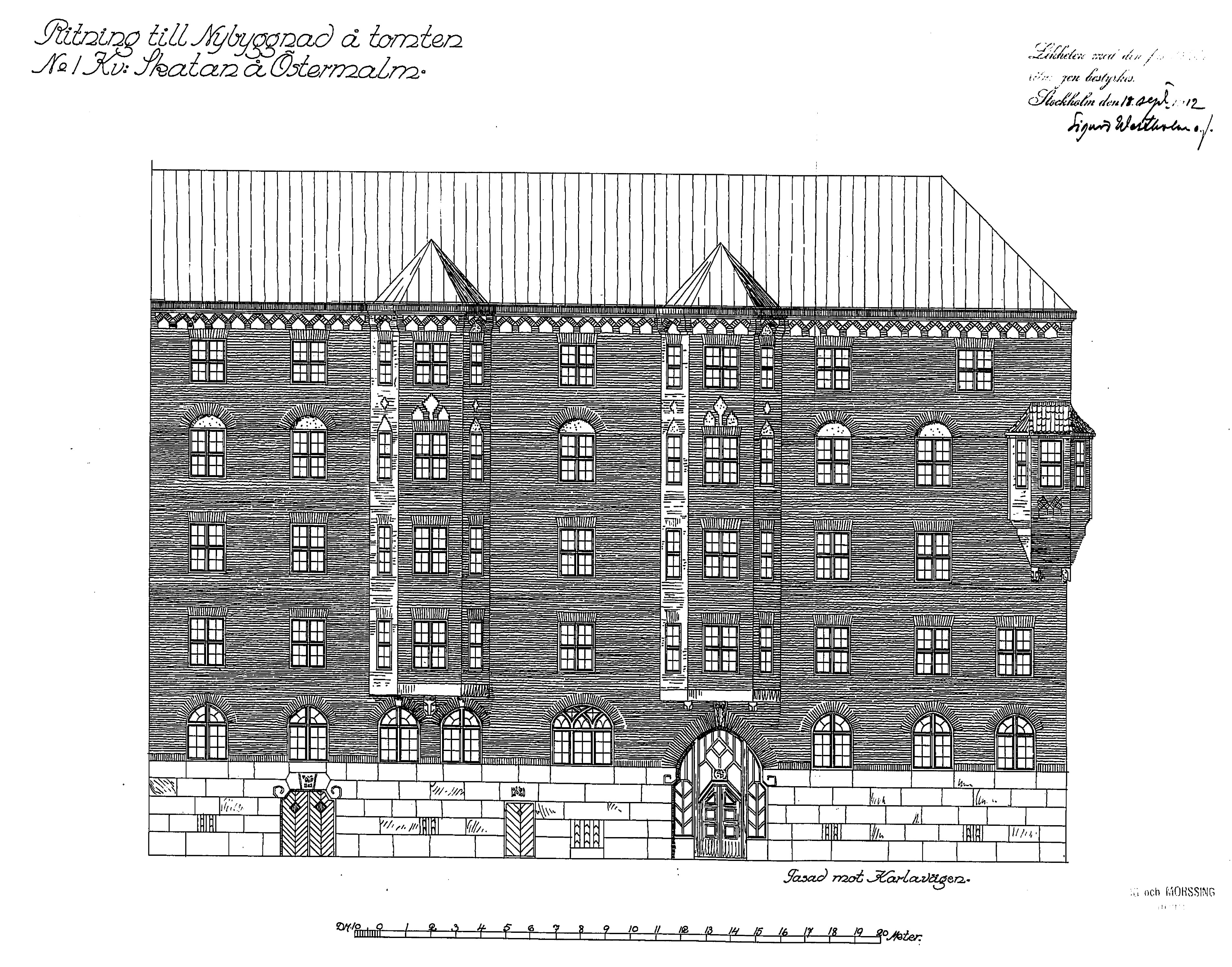
Fasadritning mot Karlavägen från 1912 som ej kom till utförande.

Skatan 1 byggdes i fem våningar samt inredd vid. Källarvåningen ligger huvudsakligen över marknivån och ger även plats för huvudentrén från Karlavägen 11. Av tillgängliga bygglovsritningar framgår att vindsvåningen tillkom under projekteringens gång och att taket var från början lägre. Även den höga gavelspetsen mot Engelbrekts kyrkogata saknas på tidiga fasadritningar. Efter dispens från gällande byggnadsstadgan och byggnadsordningen fick byggherren tillstånd att inreda vinden med bostäder och nuvarande takutformning och -höjd tillkom. 
Mot Karlavägen och Engelbrekts kyrkogata uppfördes fasaderna, liksom kvarterets övriga hus, i delvis mönstermurat fogstruket mörkrött tegel för att anknyta till Engelbrektskyrkans mäktiga exteriör. Skatan 1 kännetecknas av sin högs granitsockel som fick huggna räfflor och grafiska mönster. Det förekommer flera olika burspråk och balkonger med smidesräcken samt fönster med dekorativa motiv i den välvda överdelen. På en av dem (mot Engelbrekts kyrkogata) syns en väderkvarn omgiven av mjölsäckar som minner om Engelbrektskvarnen från 1775 som stod på berget där Engelbrektskyrkan restes mellan 1910 och 1914. Gårdsfasaden utfördes enklare, i gul slätputs. Takutformningen bestämde även den för Skatan 13, som färdigställdes två år senare, och utgör en enhet mot Engelbrekts kyrkogata som hör är utformad som trappa.
Mot Karlavägen existerar den ursprungliga porten med husnummer ”11” över dörren och höga överljusfönster i snidat trä. Här syns en mans- och en kvinnofigur bärande korgar på huvudet, och inspirerat av afrikansk konst. Träskulpturerna i portalen utfördes av Ise Morssing, hustru till Gunnar Morssing, en av husets arkitekter.

### Interiör

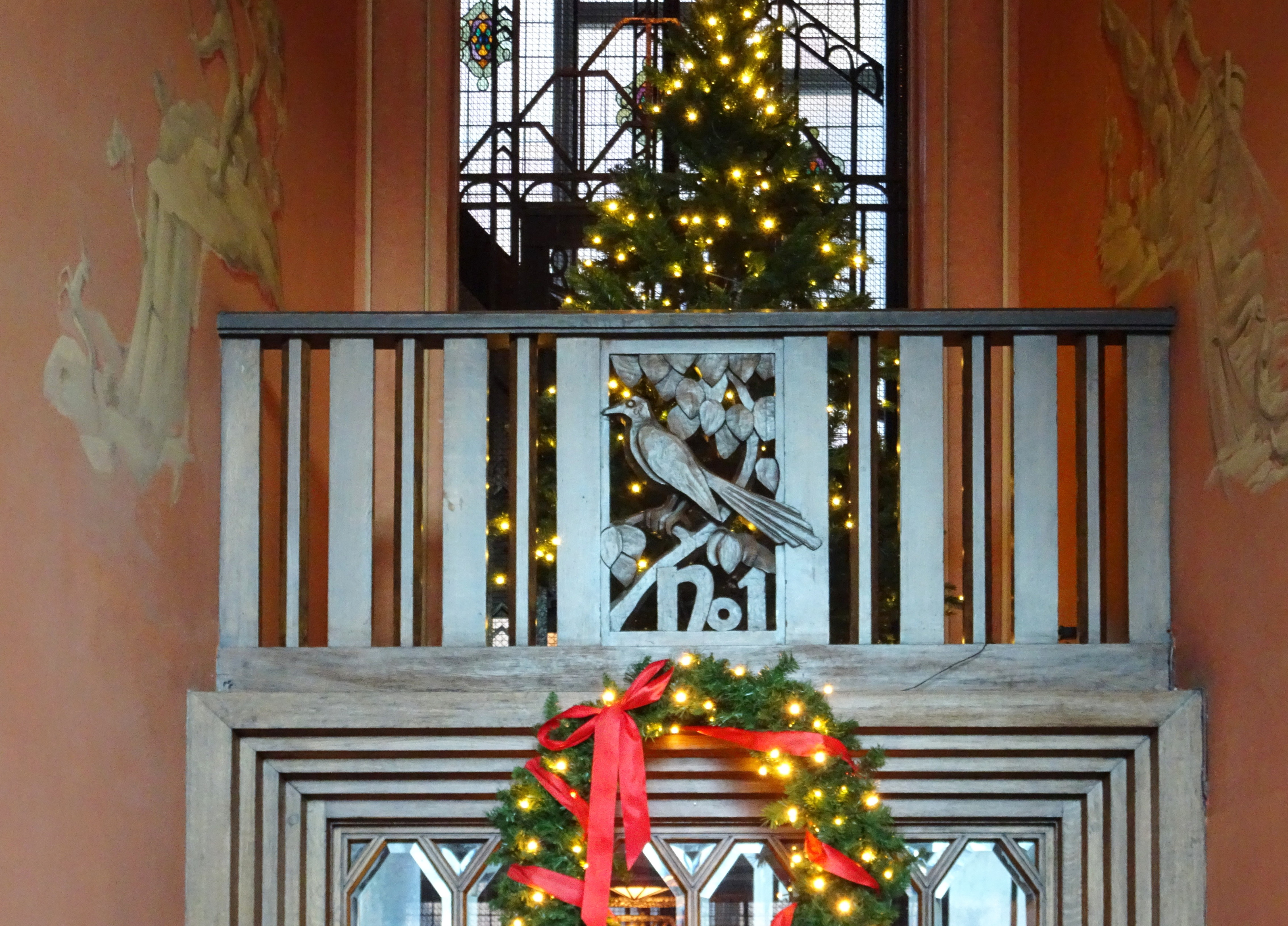
Ise Morssings skata "No 1".

Entréhallen omfattar två våningar. På den övre finns en sorts balkong. I räcket syns en i trä skulpterad skata och "No l" (symboliserande fastighetsbeteckningen Skatan 1). I likhet med träskulpturerna i entrén är arrangemanget utfört av Ise Morssing. I entréhallen ligger vitt marmorgolv med grå inramning. På väggarna märks brunmålad halvfransk bröstpanel med romber, däröver väggar i gammalrosa kulör som avslutas av ett band med klassicerande dekormålning i olika gråtoner. Möjligen tillkom utsmyckningen samtidigt som de fiskande putti, utförda 1938 av konstnären Ernst Lindelöf. Däröver spänner ett tunnvälvt tak med konsoler i form av skulpterade huvuden.
Höög & Morssing ritade mycket generösa våningsplaner. Målgruppen var den välbeställda medelklassen vilket återspeglas i lägenhetsfördelningen och -storleken med en lägenhet om sju rum och kök respektive en om nio rum och kök per våning. Där tillkom en rymlig hall, ett badrum och flera toaletter. Köksregionen med jungfrukammare och serveringsgång nåddes över var sin kökstrappa med ingång från källaren via egen entré från Karlbergsvägen (idag garageport). 
I huvudtrappan fanns en hiss för fyra personer och intill kökstrapporna två mindre hissar. Huset hade från början centralvärme, men för trevnadens skull även öppna spisar och kakelugnar. I samband med Stadsmuseets byggnadsinventering på 1970-talet besöktes en av lägenheterna. Den bevarade osedvanligt rikt påkostade inredningar såsom helboaserade väggar i varierande mahogny och valnöt, bjälktak, rikt arbetade öppna spisar, stuckornerade tak och någon kakelugn.

### Originalritningar

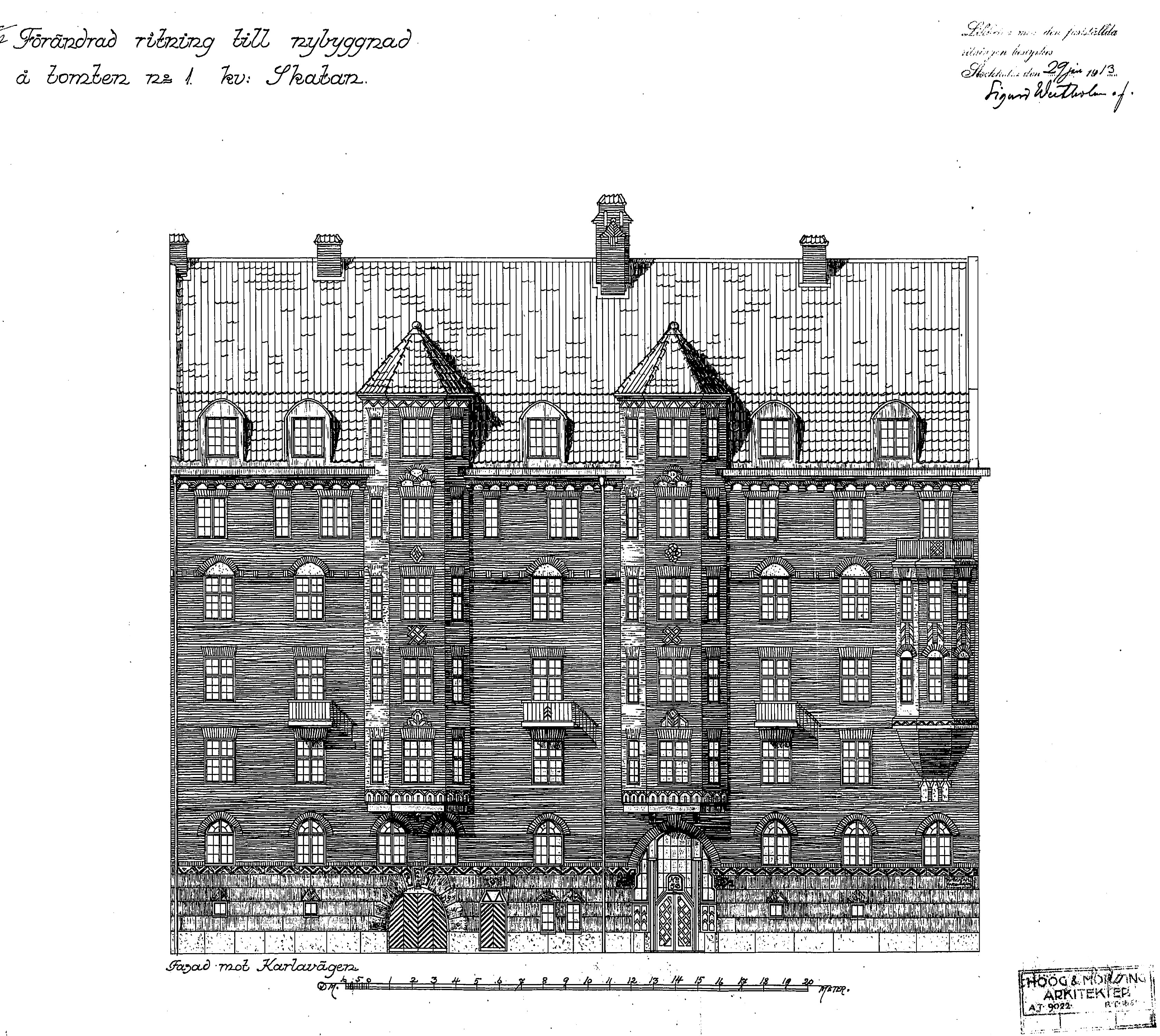
Fasad mot Karlavägen.
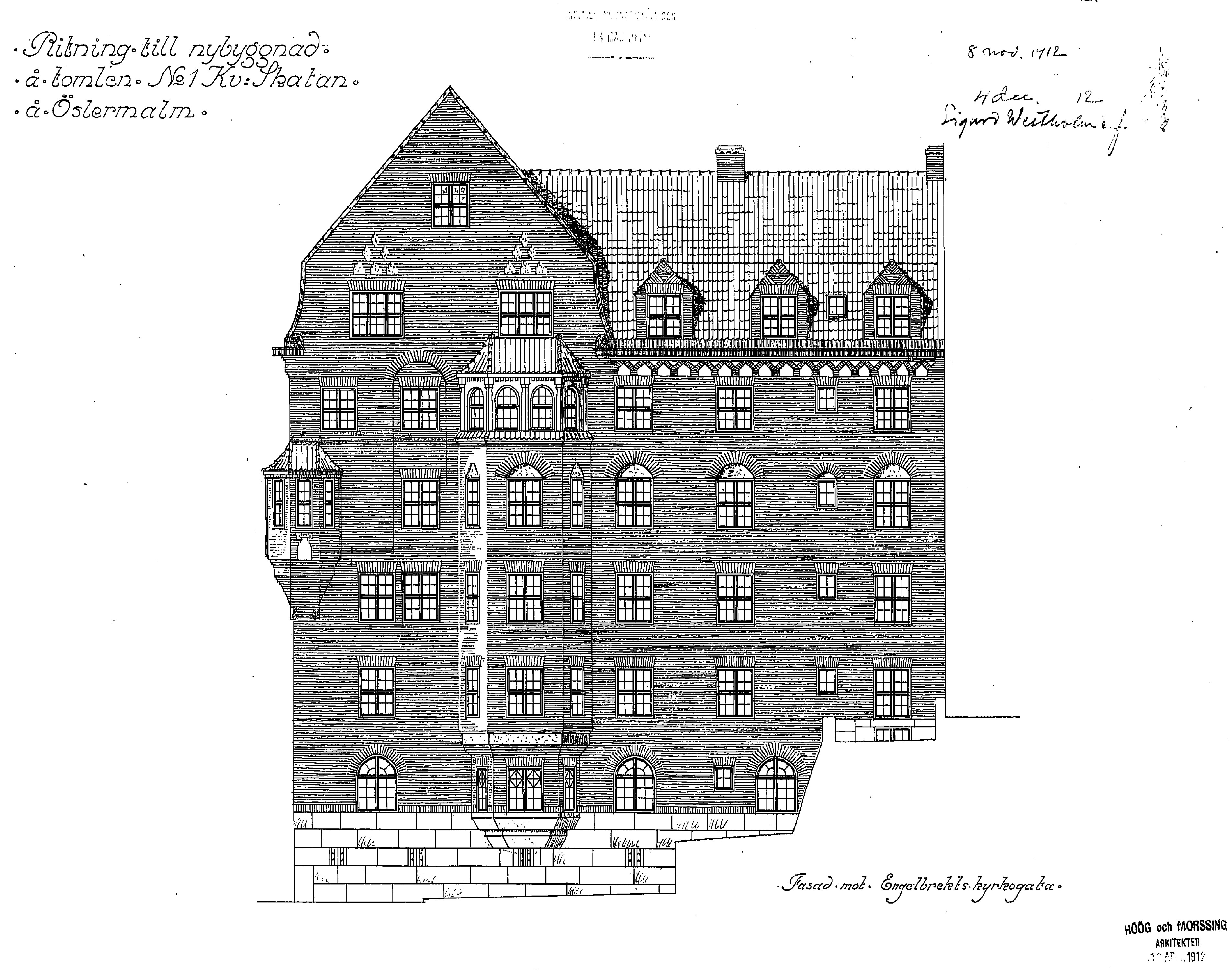
Fasad mot Engelbrekts kyrkogata.
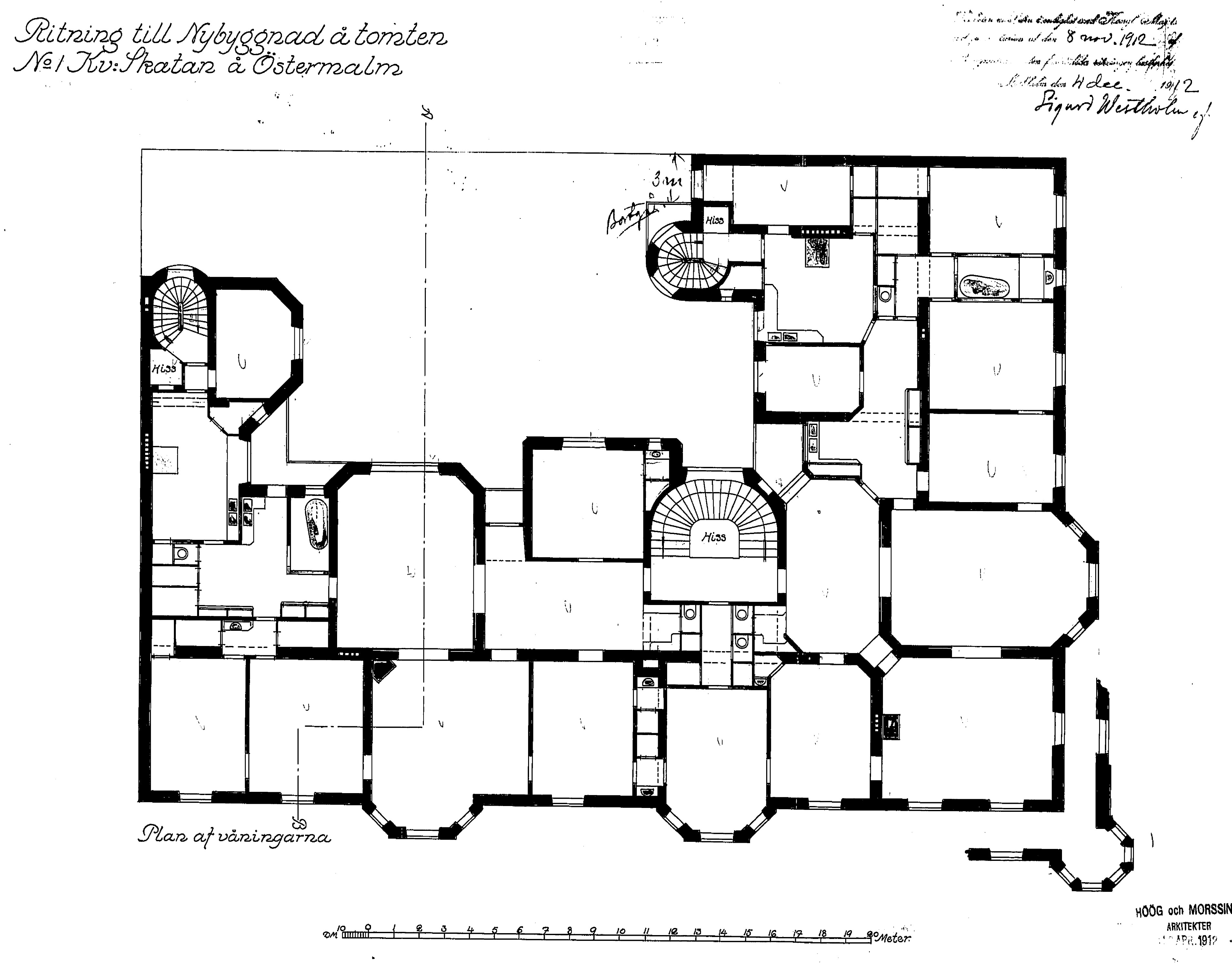
Våningsplaner.
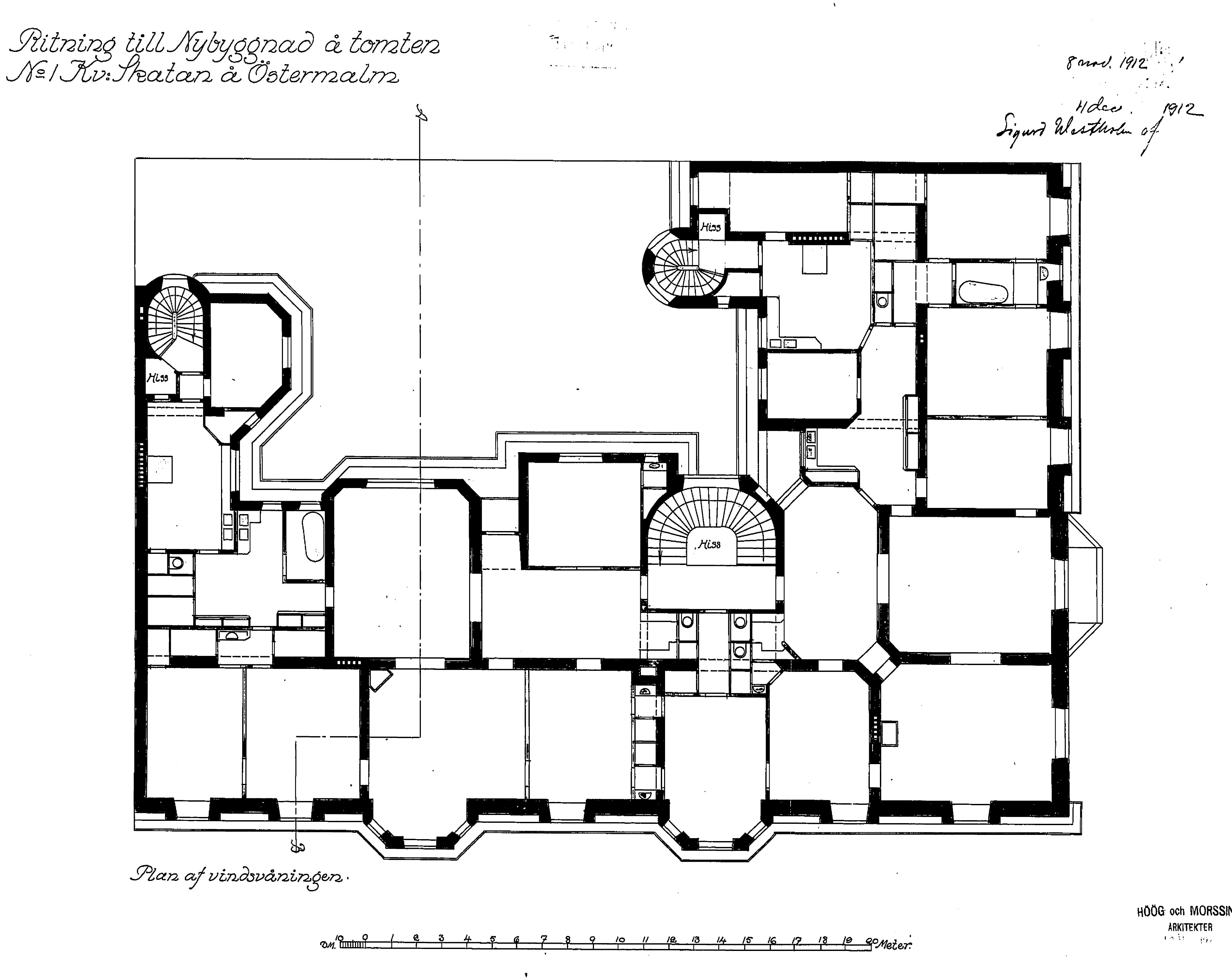
Vindsvåning.
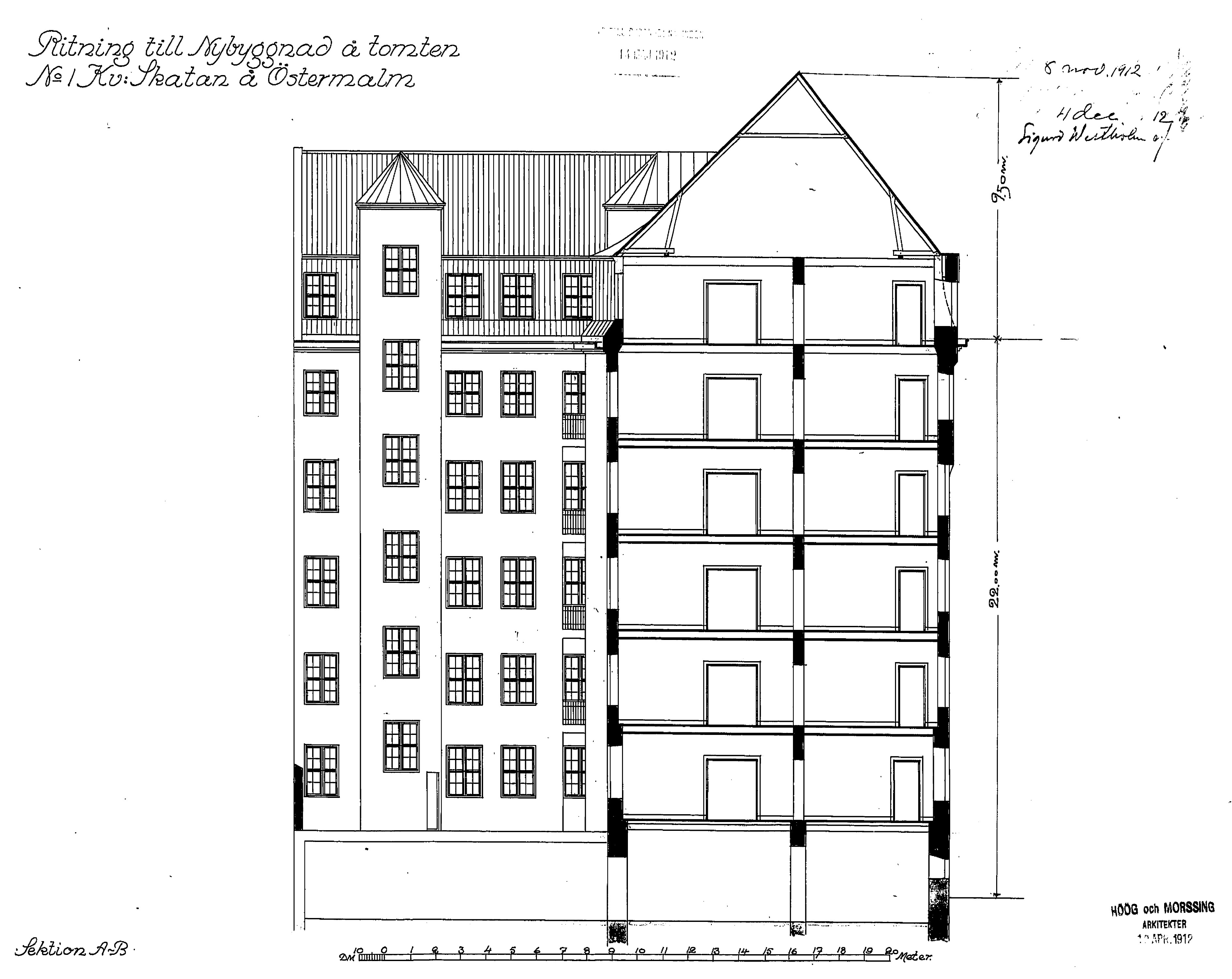
Sektion.

## Husets ägare och hyresgäster
Redan 1915 hade Östlihn sålt huset till Livförsäkringsbolaget Balder. Enligt Stockholms adresskalender från 1917 fanns bland hyresgästerna en grosshandlare, tre direktörer, tre bankdirektörer och två kända byggnadsingenjörer; Paul Toll och Axel Björkman. Idag (2022) innehas fastigheten av bostadsrättsföreningen Skatan 1 som bildades 1983. Efter moderniseringar och delningar samt ombyggnad av kallvinden till två lägenheter förfogar huset över 18 bostäder med storlekar mellan 60 och 326 kvadratmeter. I augusti 2021 såldes en lägenhet om 6 rum och kök (motsvarande 242 m²) för 31 miljoner kronor. Bland dagens (2022) hyresgäster märkas diplomaten Frank Belfrage.

### Nutida bilder

Exteriör
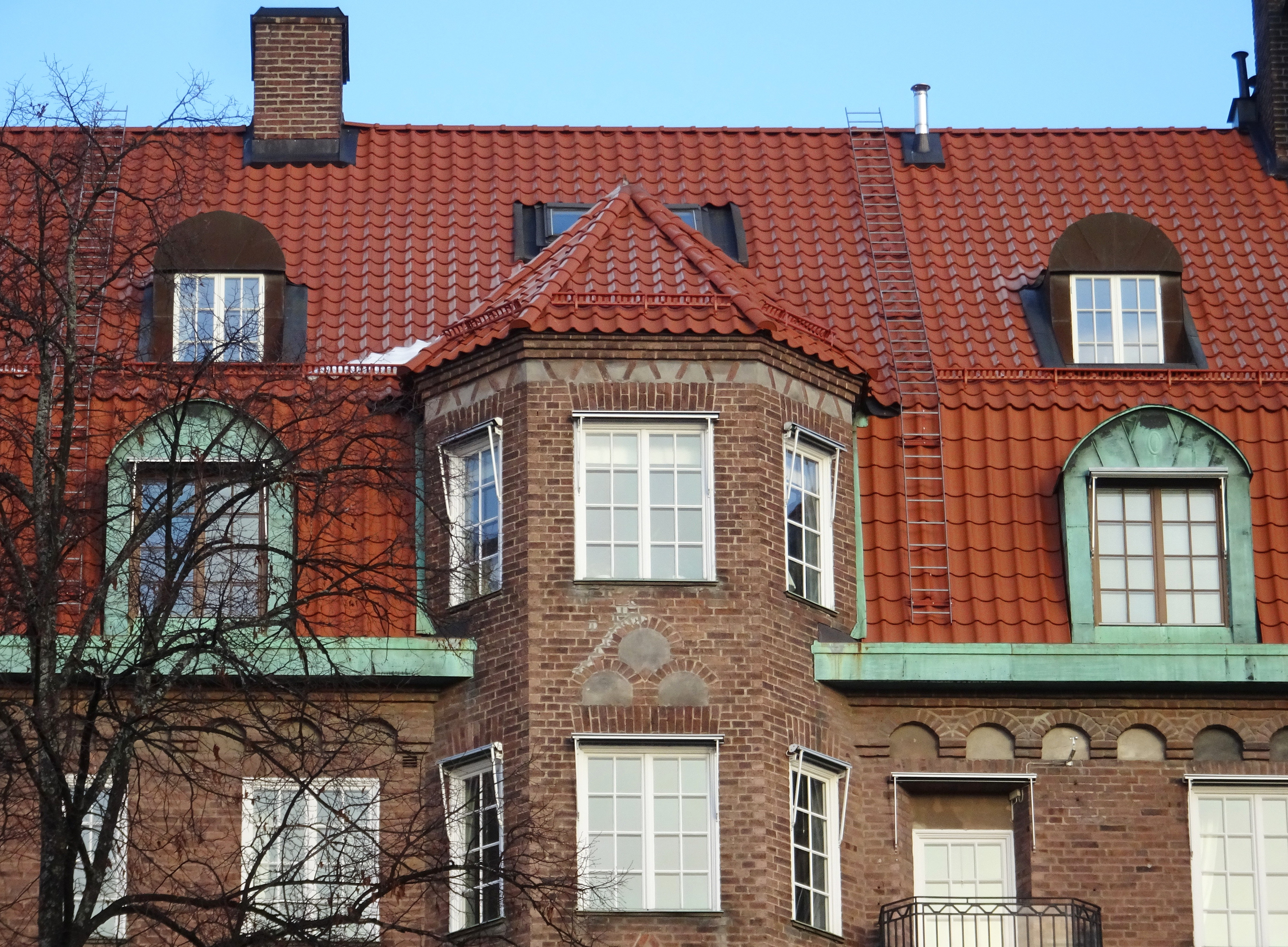
Burspråk mot Karlavägen.
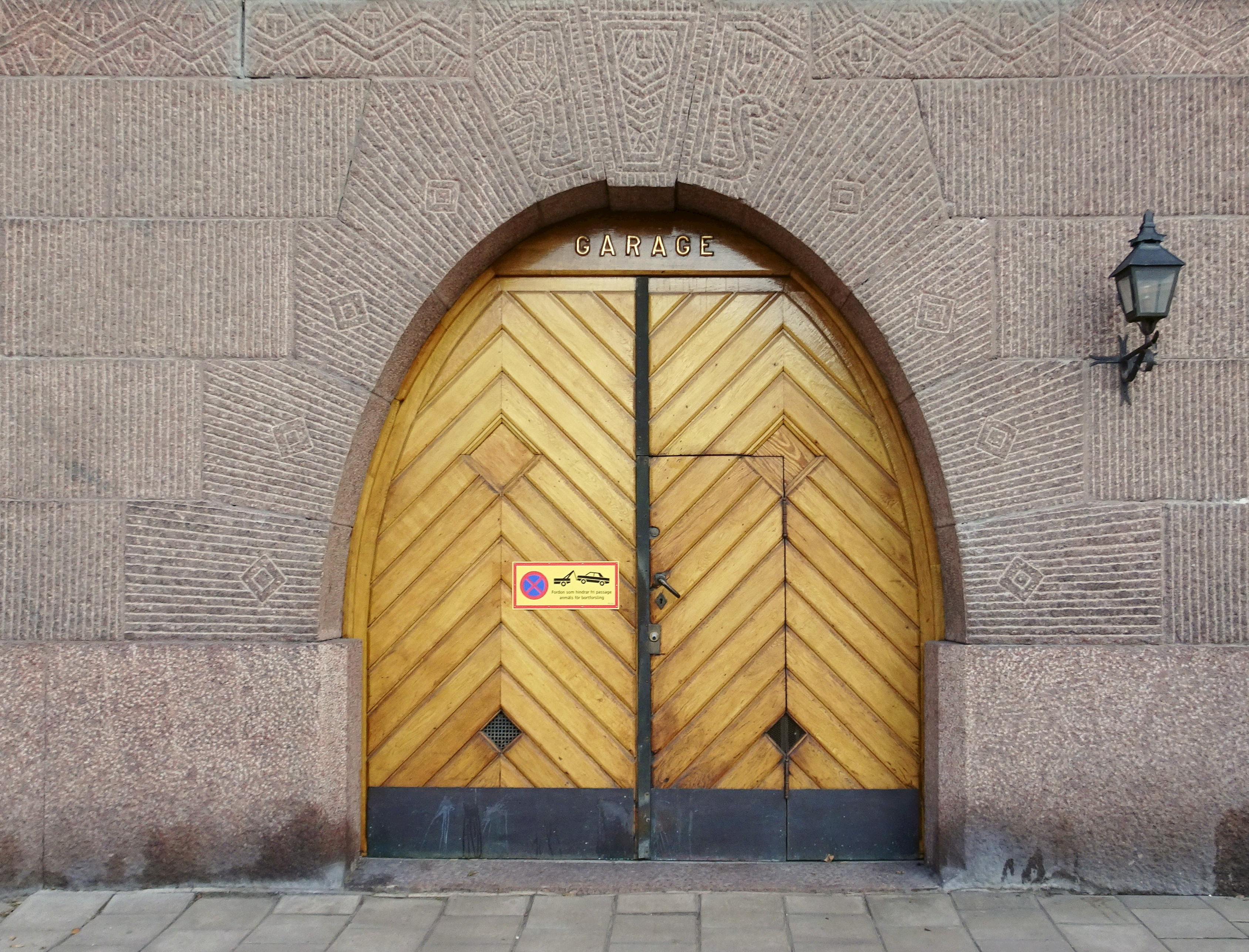
Garageport (tidigare köksentrén).
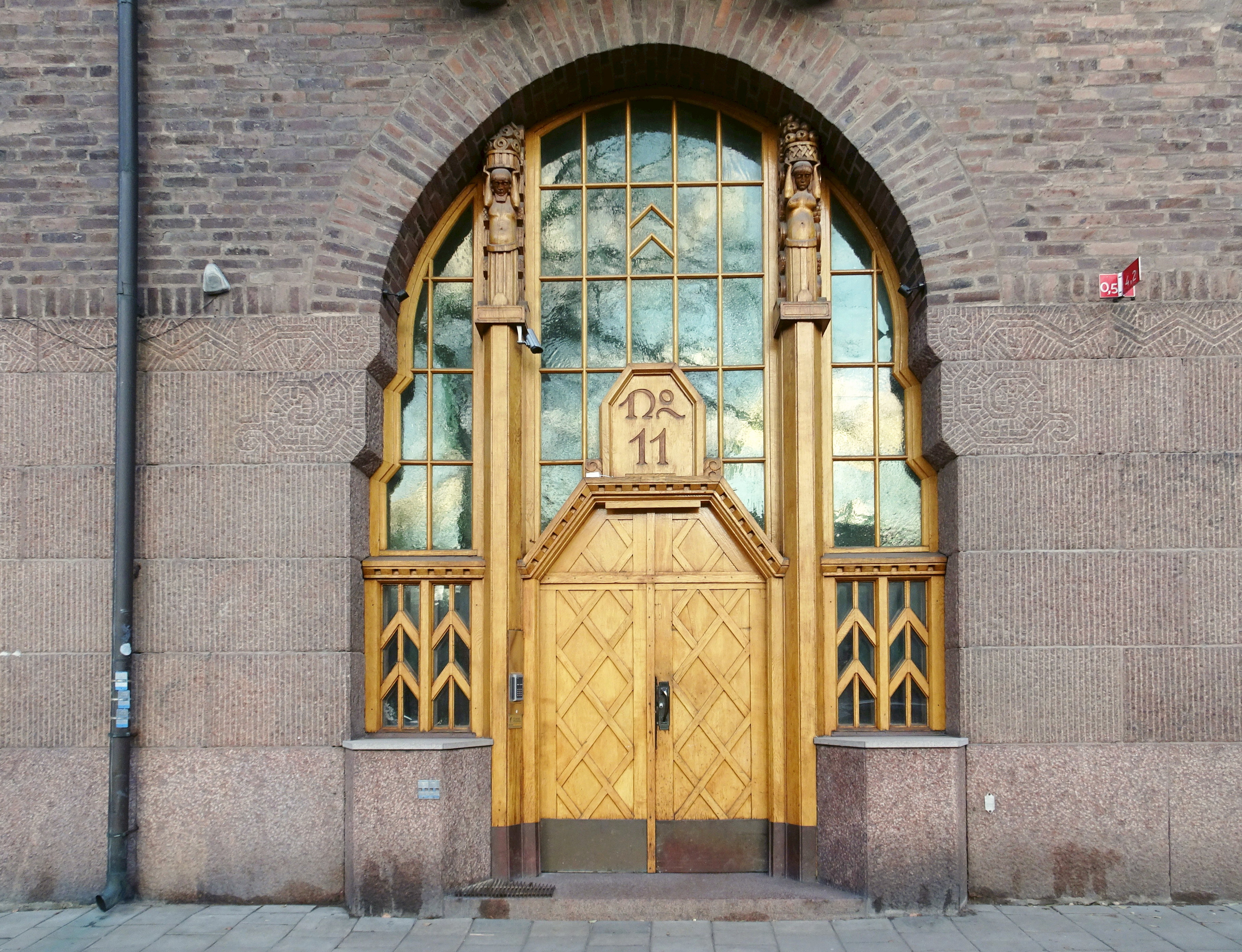
Entréport med Ise Morssings sniderier.
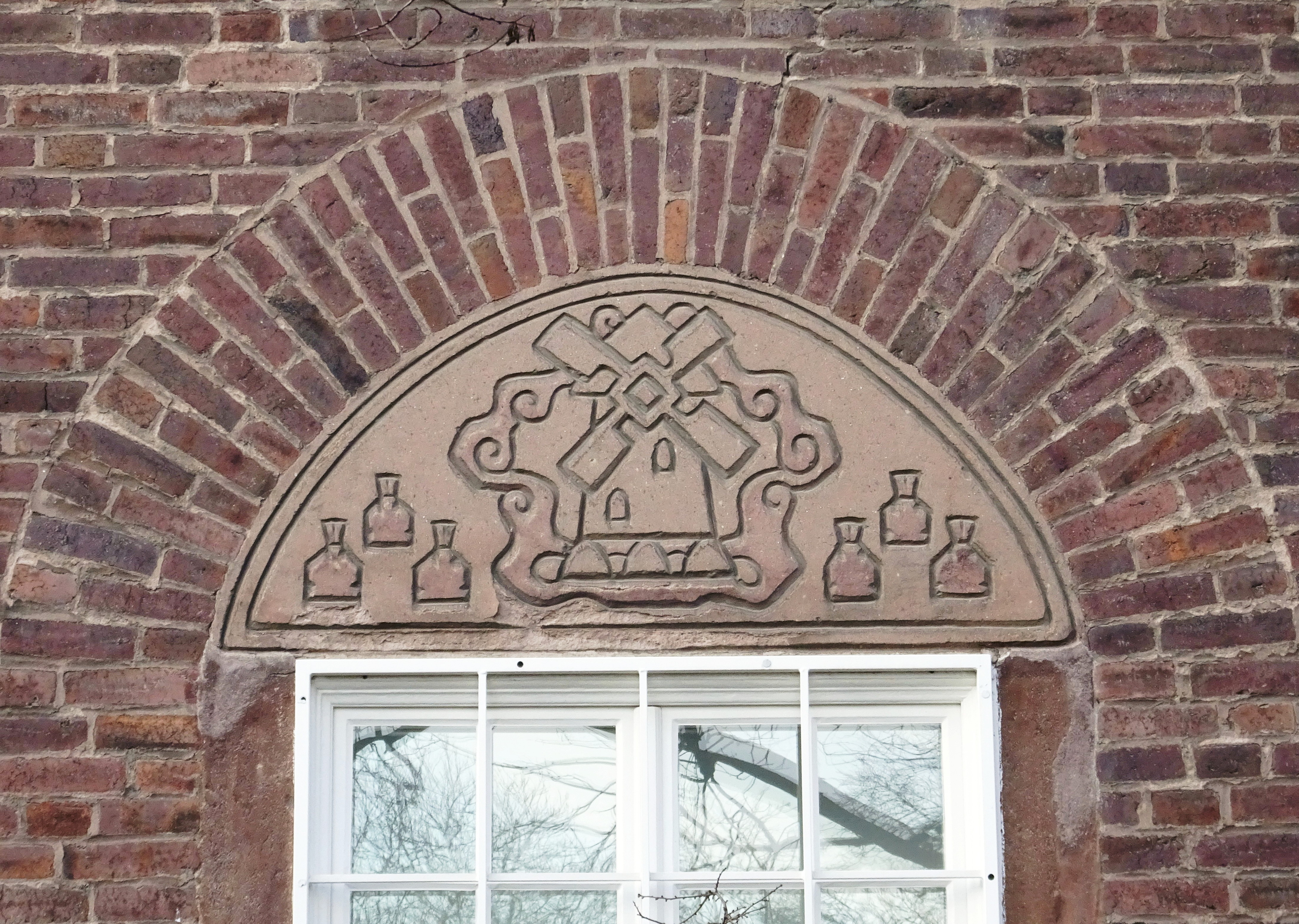
Engelbrektskvarnen i fönstrets välvda överdel.

Entréhallens interiör
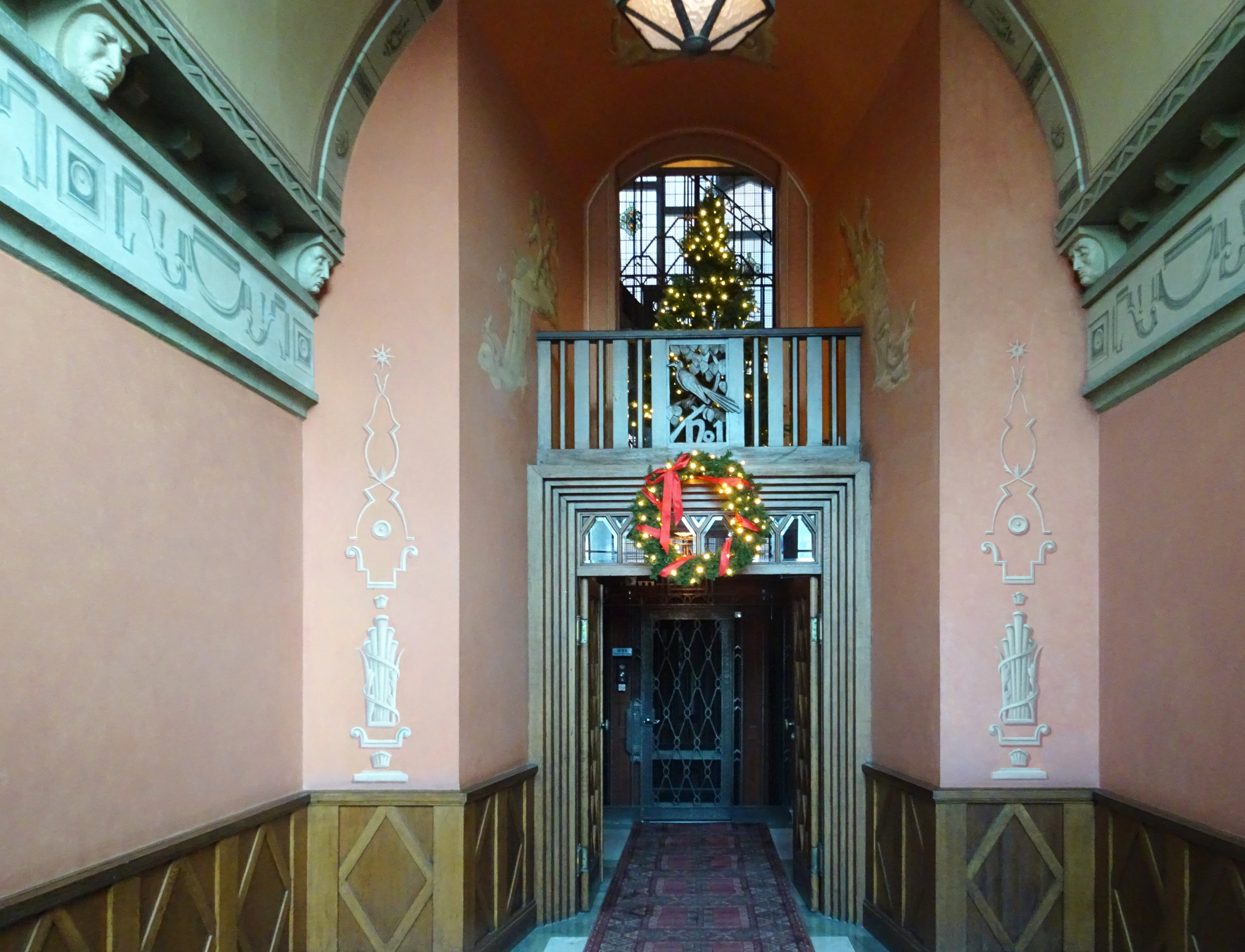
Entréhallen sedd mot trappan.
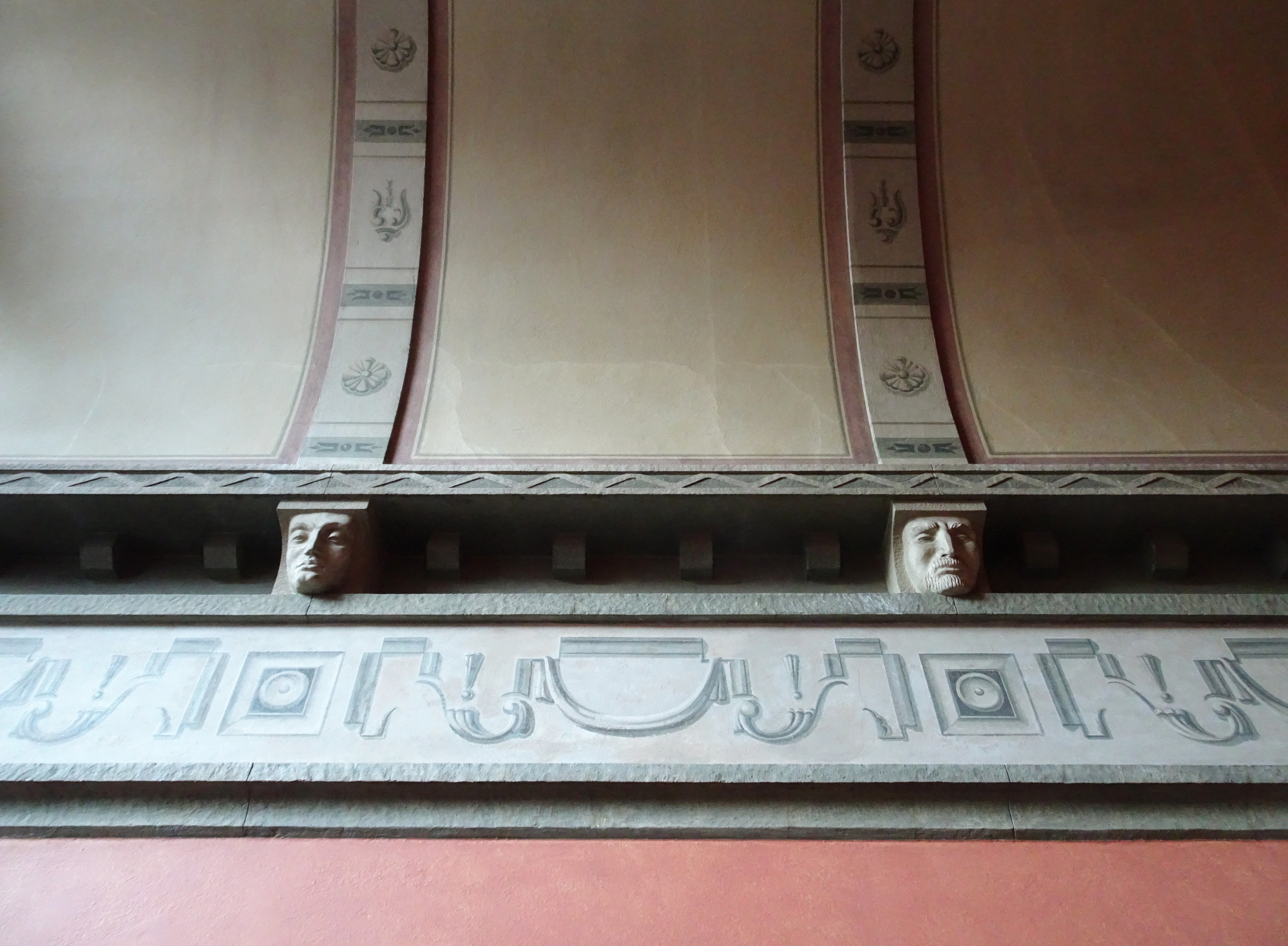
Tunnvälvt tak med skulpterade huvuden.
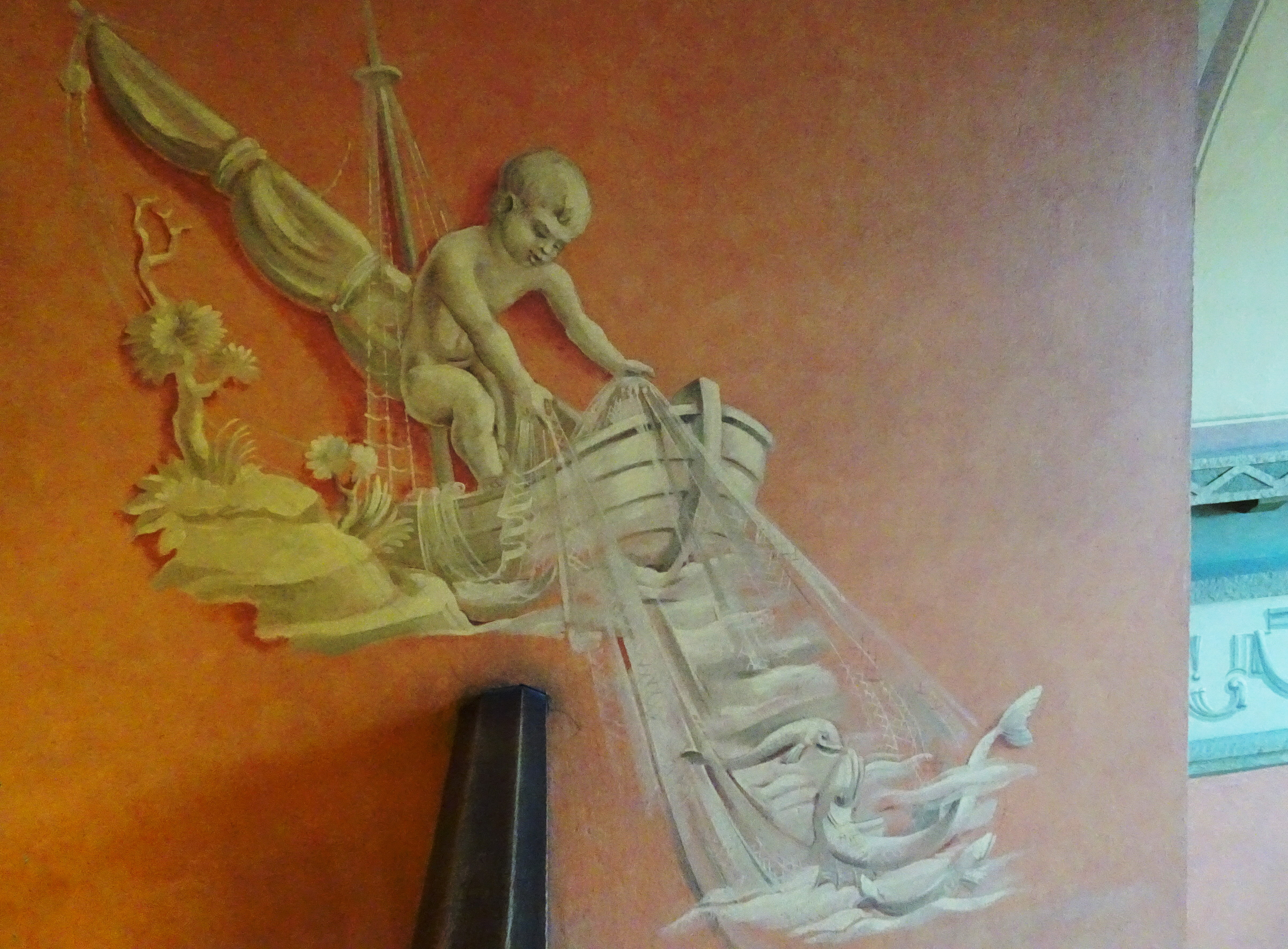
Ernst Lindelöfs fiskande putto.
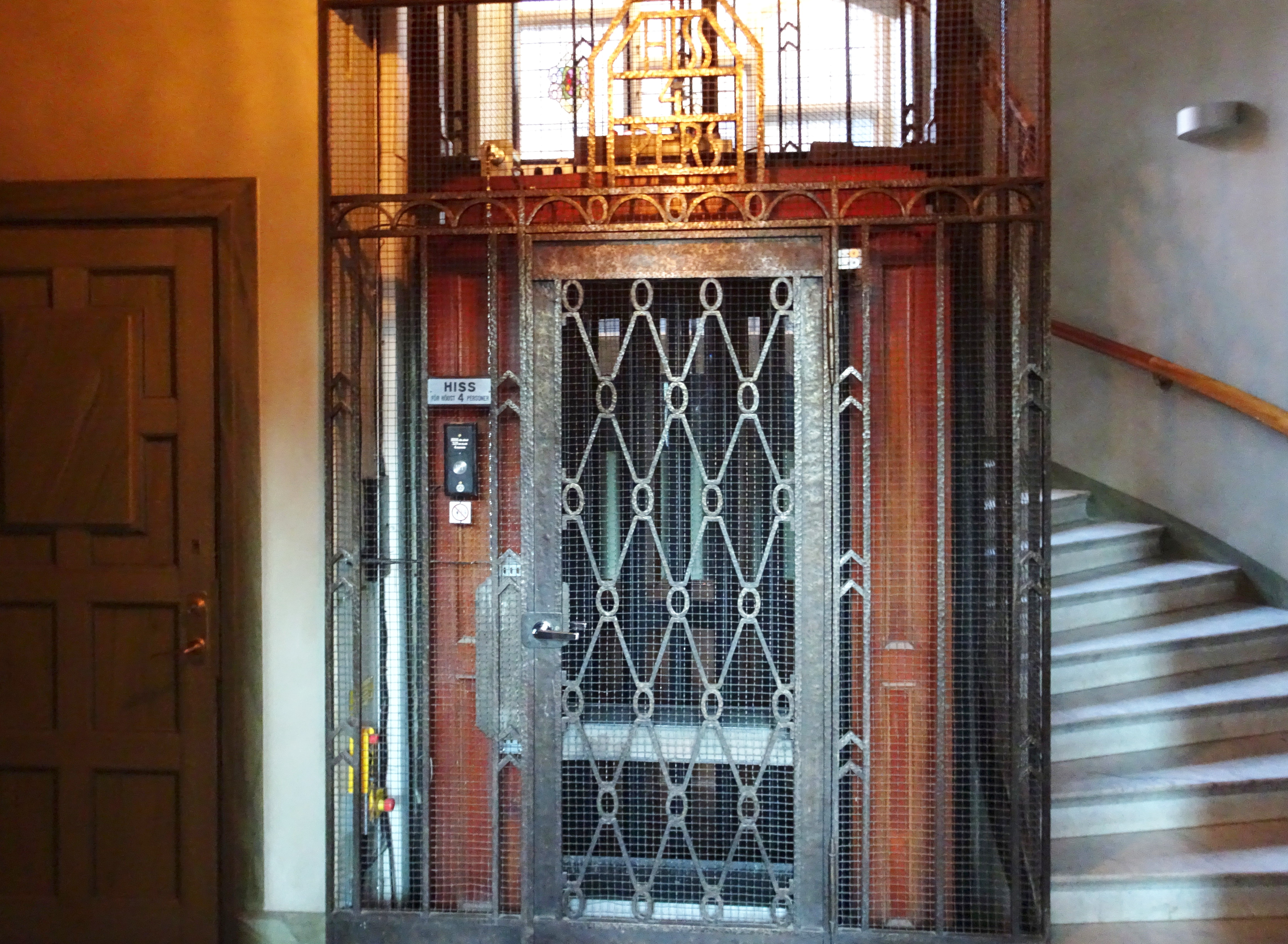
Hissen i huvudtrappan.